# درنوواتس (کراگویواتس)
درنوواتس (به صربی: Drenovac) یک منطقهٔ مسکونی در صربستان است که در Stanovo واقع شده‌است. درنوواتس ۳۳۳ نفر جمعیت دارد.